# Знаки поштової оплати України 2005
Знаки поштової оплати України 2005 — перелік поштових марок, введених в обіг Укрпоштою у 2005 році.
З 14 січня по 20 грудня 2005 року було випущено 70 поштових марок, у тому числі 64 пам'ятні (комеморативні) поштові марки, три стандартні п'ятого випуску з літерним індексом «Р», «L», «N» замість номіналу та три стандартні шостого випуску номіналом від 0,25 до 1,00 гривні. Також протягом року додатково масово додрукували стандартні поштові марки п'ятого (2001—2006) — з літерним індексом замість номіналу та шостого (2002—2006) — з номіналом від 0,05 до 1,00 гривні. Тематика комеморативних марок охопила ювілеї визначних дат, подій, пам'яті видатних діячів культури тощо.
Марки було надруковано державним підприємством «Поліграфічний комбінат „Україна“» (Київ).
Відсортовані за датою введення.

## Список комеморативних марок
| № у каталозі                                    | Зображення | Опис та джерело | Номінал                         | Дата введення в обіг   | Тираж               | Дизайн                          |
| ----------------------------------------------- | ---------- | --- | ------------------------------- | ---------------------- | ------------------- | ------------------------------- |
| № 635                                           |            | Малий лист № 13: «Майдан Незалежності. Листопад-грудень 2004 р.» | 0,45 гривні                     | 23 січня 2005 року     | I-71 432 II-142 857 | фото В. Побединського (УНІАН)   |
| № 636                                           |            | «Павло Вірський (1905—1975)» | 0,45 гривні                     | 4 лютого 2005 року     | 200 000             | Василь Василенко                |
| № 637 № 638 № 639 № 640 № 641                   |            | Блок № 48: «Метелики» - Бражник мертва голова Acherontia atropos (L.) - Стрічкарка дубова Catocala sponsa (L.) - Совка розкішна Staurophora celsia (L.) - Бражник дубовий Marumba quercus (Den. & Schiff.) - Павиноочка грушева Saturnia pyri (Den. & Schiff.) | 0,45 0,75 0,80 2,61 3,52 гривні | 11 лютого 2005 року    | 90 000              | Геннадій Кузнєцов               |
| № 642                                           |            | «Вінницька область» | 0,45 гривні                     | 23 лютого 2005 року    | 200 000             | Олександр Калмиков              |
| № 646 № 647                                     |            | Зчіпка «Національна картинна галерея ім. І. Айвазовського» - Іван Айвазовський «Море. Коктебель. 1853» - Іван Айвазовський «Вежі на скелі біля Босфору. 1859»                                                                                                  | 0,45 гривні                     | 4 березня 2005 року    | 200 000             | Олександр Калмиков              |
| № 648                                           |            | «Георгій Якутович (1930—2000) „Вівчар“» | 3,52 гривні                     | 26 березня 2005 року   | 200 000             | Георгій Якутович                |
| № 649                                           |            | Серія «Україна — космічна держава»: - «Ракета-носій „Дніпро“» | 0,45 гривні                     | 12 квітня 2005 року    | 200 000             | Василь Василенко                |
| № 650                                           |            | Серія «Україна — космічна держава»: - «Штучний супутник Землі „Космос-1“» | 0,45 гривні                     | 12 квітня 2005 року    | 200 000             | Василь Василенко                |
| № 651                                           |            | Серія «Україна — космічна держава»: - «Ракета-носій „Зеніт-2“» | 0,45 гривні                     | 12 квітня 2005 року    | 200 000             | Василь Василенко                |
| № 652                                           |            | Серія «Україна — космічна держава»: - «Ракета-носій „Циклон-3“» | 0,45 гривні                     | 12 квітня 2005 року    | 200 000             | Василь Василенко                |
| № 656                                           |            | Малий лист № 14: «60-річчя Перемоги у Великій Вітчизняній війні» з купоном | 0,45 гривні                     | 22 квітня 2005 року    | 280 000             | Василь Василенко                |
| № 655                                           |            | Блок № 49: «60-річчя Перемоги у Великій Вітчизняній війні. 1945—2005» | 0,80 гривні                     | 7 травня 2005 року     | 60 000              | Василь Василенко                |
| № 657                                           |            | «IX Національна філателістична виставка. Київ „Укрфілексп'05“» | 0,45 гривні                     | 17 травня 2005 року    | 280 000             | Василь Василенко                |
| № 660                                           |            | Серія «Київ очима художників»: - «Нова вулиця. 1966. Сергій Шишко» | 0,45 гривні                     | 18 травня 2005 року    | 200 000             | Оксана Тернавська               |
| № 661                                           |            | Серія «Київ очима художників»: - «Парк узимку. 1960. Сергій Шишко» | 0,70 гривні                     | 18 травня 2005 року    | 200 000             | Оксана Тернавська               |
| № 662                                           |            | Серія «Київ очима художників»: - «Нерушима Софія. 1965. Юрій Химич» | 0,80 гривні                     | 18 травня 2005 року    | 200 000             | Оксана Тернавська               |
| № 663                                           |            | Серія «Київ очима художників»: - «Хрещатик. 1967. Юрій Химич» | 1,00 гривня                     | 18 травня 2005 року    | 200 000             | Оксана Тернавська               |
| № 653                                           |            | «Євробачення» | 2,50 гривні                     | 19 травня 2005 року    | 200 000             | М. Ільк І. Лазоркін І. Толмачов |
| № 654                                           |            | Малий лист № 15: «Руслана» | 0,45 гривні                     | 19 травня 2005 року    | 231 000             | Василь Василенко                |
| № 658 № 659                                     |            | Блок № 50: «Європа» Зчіпка «Європа 2005. Кулінарія» - Борщ - Овочі | 2,61 3,52 гривні                | 20 травня 2005 року    | 30 000 200 000      | Світлана Бондар                 |
| № 666                                           |            | «Слов'янська писемність та культура» | 0,45 гривні                     | 21 травня 2005 року    | 200 000             | Василь Василенко                |
| № 643                                           |            | «Севастополь» | 0,45 гривні                     | 11 червня 2005 року    | 150 000             | Олександр Калмиков              |
| № 667                                           |            | «Володимир Винниченко (1880—1951)» | 0,45 гривні                     | 15 липня 2005 року     | 150 000             | Василь Василенко                |
| № 644                                           |            | «Івано-Франківська область» | 0,70 гривні                     | 16 липня 2005 року     | 200 000             | Олександр Калмиков              |
| № 668 № 669 № 670 № 671                         |            | Блок № 51 «Карадазький природний заповідник» - Балабан Falco cherrug Gray - Аскалаф строкатий Ascalaphus macaronius (Scop.) - Афаліна чорноморська Tursiops truncatus ponticus Barabasch-Nikiforov - Куниця кам'яна Martes foina Erxleb                        | 0,45 0,70 2,50 3,50 гривні      | 28 липня 2005 року     | 90 000              | Геннадій Кузнєцов               |
| № 672                                           |            | «Всесвітній саміт з питань інформаційного суспільства. Туніс» | 2,50 гривні                     | 12 серпня 2005 року    | 200 000             | Василь Василенко                |
| № 673                                           |            | Серія «Локомотивобудування в Україні»: «Паровоз серії О» | 0,70 гривні                     | 31 серпня 2005 року    | 200 000             | Валерій Руденко                 |
| № 674                                           |            | Серія «Локомотивобудування в Україні»: «Паровоз серії С» | 0,70 гривні                     | 31 серпня 2005 року    | 200 000             | Валерій Руденко                 |
| № 675                                           |            | Серія «Локомотивобудування в Україні»: «Паровоз серії Щ» | 0,70 гривні                     | 31 серпня 2005 року    | 200 000             | Валерій Руденко                 |
| № 676                                           |            | Серія «Локомотивобудування в Україні»: «Паровоз серії Э» | 0,70 гривні                     | 31 серпня 2005 року    | 200 000             | Валерій Руденко                 |
| № 677                                           |            | «Сумам 350» | 0,45 гривні                     | 2 вересня 2005 року    | 150 000             | Василь Василенко                |
| № 645                                           |            | «Житомирська область» | 0,70 гривні                     | 10 вересня 2005 року   | 200 000             | Олександр Калмиков              |
| № 680 № 681 № 682 № 683                         |            | Малий аркуш «Коні України» - Новоолександрівська ваговозна порода - Орловська рисиста порода - Українська верхова порода - Чистокровна верхова порода | 0,70 гривні                     | 15 вересня 2005 року   | 180 000             | Василь Василенко                |
| № 684 № 685 № 686                               |            | Зчіпка «Подай руку допомоги» - Наркотикам НІ! - Безпеці — зелене світло! - Чужих дітей немає! | 0,70 гривні                     | 14 жовтня 2005 року    | 160 000             | Наталія Гожа                    |
| № 687 № 688 № 689 № 690                         |            | Зчіпка «Історія війська в Україні» - Воєвода Боброк Волинець. Куликово поле, 1380 рік - Пушкарі та стрільці, XI—XV ст. - Лицар Іванко Сушик. Грюнвальд, 1410 рік - Князь Костянтин Острозький. Орша, 1512                                                      | 0,70 гривні                     | 22 жовтня 2005 року    | 110 000             | Юрій Логвин                     |
| № 692                                           |            | «Дмитро Яворницький (1855—1940)» | 0,70 гривні                     | 7 листопада 2005 року  | 330 000             | Василь Василенко                |
| № 693                                           |            | «З Різдвом Христовим!» | 0,70 гривні                     | 11 листопада 2005 року | 220 000             | Тетяна Нестерова                |
| № 694                                           |            | «З Новим роком!» | 0,70 гривні                     | 11 листопада 2005 року | 270 000             | Тетяна Нестерова                |
| № 696                                           |            | «Церква св. Варвари у Відні» | 0,75 гривні                     | 9 грудня 2005 року     | 150 000             | Марія Гейко                     |
| № 697 № 698                                     |            | Зчіпка «Національний музей у Львові» - Архангел Михаїл. I пол. XIV ст. с. Дольова - Теофіл Копистинський «Далматинка». 1872 р. | 0,70 гривні                     | 13 грудня 2005 року    | 300 000             | Світлана Бондар                 |
| Блок № 52 (№ 700 № 701 № 702 № 703 № 704 № 705) |            | Блок «Український народний одяг» | 0,70 гривні                     | 20 грудня 2005 року    | 80 000              | Микола Кочубей                  |
| № 700 № 701                                     |            | Зчіпка «Український народний одяг. Житомирщина» - Свято Меланки та Василя - Свято Зосима | 0,70 гривні                     | 20 грудня 2005 року    | 120 000             | Микола Кочубей                  |
| № 702 № 703                                     |            | Зчіпка «Український народний одяг. Рівненщина» - Свято Юрія - Свято Петра і Павла | 0,70 гривні                     | 20 грудня 2005 року    | 120 000             | Микола Кочубей                  |
| № 704 № 705                                     |            | Зчіпка «Український народний одяг. Волинь» - Свято Благовісника - Свято Миколая | 0,70 гривні                     | 20 грудня 2005 року    | 120 000             | Микола Кочубей                  |

## Випуски стандартних марок

### Четвертий
| № у каталозі | Зображення | Опис та джерело                                              | Номінал | Дата введення в обіг | Тираж   | Дизайн        |
| ------------ | ---------- | ------------------------------------------------------------ | ------- | -------------------- | ------- | ------------- |
| № 96         |            | Міський транспорт: Тролейбус ЮМЗ Т1 на тлі готелю «Україна». | І       | 2005 року            | масовий | В. І. Дворник |

### П'ятий
| № у каталозі | Зображення | Опис та джерело                | Номінал   | Дата введення в обіг   | Тираж   | Дизайн             |
| ------------ | ---------- | ------------------------------ | --------- | ---------------------- | ------- | ------------------ |
| № 691        |            | «Малий державний герб України» | Р (10,10) | 28 жовтня 2005 року    | масовий | Олександр Калмиков |
| № 695        |            | «Шипшина»                      | L (2,55)  | 25 листопада 2005 року | масовий | Олександр Калмиков |
| № 699        |            | «Братки»                       | N (1,53)  | 16 грудня 2005 року    | масовий | Олександр Калмиков |

### Шостий
| № у каталозі | Зображення | Опис та джерело    | Номінал     | Дата введення в обіг | Тираж   | Дизайн             |
| ------------ | ---------- | ------------------ | ----------- | -------------------- | ------- | ------------------ |
| № 429        |            | «Барвінок»         | 0,05 гривні | 2005 року            | масовий | Олександр Калмиков |
| № 437        |            | «Мальви»           | 0,10 гривні | 2005 року            | масовий | Олександр Калмиков |
| № 442        |            | «Чорнобривці»      | 0,30 гривні | 2005 року            | масовий | Олександр Калмиков |
| № 470        |            | «Волошки»          | 0,45 гривні |                      | масовий | Олександр Калмиков |
| № 527        |            | «Горошок запашний» | 0,65 гривні | 2005 року            | масовий | Олександр Калмиков |
| № 375        |            | «Калина»           | Ж (2,61)    | 2005 року            | масовий | Олександр Калмиков |
| № 376        |            | «Пшениця»          | Є (3,52)    | 2005 року            | масовий | Олександр Калмиков |
| № 634        |            | «Мак»              | 1,00 гривня | 14 січня 2005 року   | масовий | Олександр Калмиков |
| № 678        |            | «Настурція»        | 0,25 гривні | 8 вересня 2005 року  | масовий | Олександр Калмиков |
| № 679        |            | «Біле латаття»     | 0,70 гривні | 12 вересня 2005 року | масовий | Олександр Калмиков |